# Skophuvudhaj
Skophuvudhaj (Sphyrna media) är en hajart som förekommer i västra Atlanten och utanför delar av Nordamerika och Sydamerikas Stillahavskust. Den kan bli upp emot 1,5 meter lång.
Individerna vistas nära kusten och dyker till ett djup av 100 meter. Könsmognaden infaller för hannar när de är 90 till 100 cm långa och för honor vid 100 till 133 cm när de är cirka 7 år gamla. Honor lägger inga ägg utan föder levande ungar som vid födelsen är 34 cm långa. Uppskattningsvis lever skophuvudhaj upp till 18 år.
Denna haj fiskas intensiv och den hamnar som bifångst i fiskenät. Enligt uppskattningar var populationens minskning större än 80 procent under de gångna 24 åren (räknad från 2019). IUCN listar arten som akut hotad (CR).